# Negenborn
Negenborn er en kommune i Landkreis Holzminden i den tyske delstat Niedersachsen, med 700 indbyggere (2012), og en del af amtet Bevern.

## Geografi
Negenborn ligger omgivet af Burgberg, Vogler og højsletten Odfeld i dalen ved indgangen til Hooptal.
Nabokommuner er Golmbach, Holenberg og lidt længere væk Arholzen, Stadtoldendorf og Lobach.
I kommunen løber bækken Forstbach mod vest og løber ud i Weser Forst ved Bevern.